# 山井弘
山井 弘（やまい ひろし、1970年2月3日 - ）は、競技麻雀のプロ雀士。日本プロ麻雀連盟所属（第14期生）で、同団体内での段位は八段(2022年現在)。富山県富山市出身。

## 人物
元々、高い守備力から「ディフェンスマスター」と呼ばれていたが、攻撃面に特化したスタイルに転換し「オフェンスマスター」の異名を取る。守備的な麻雀の方が好みだが、前原雄大の助言がきっかけとなり、前原や佐々木寿人の打ち方を参考にして1年かけて押し引きの調整を行ってスタイルを転換した。2011年、攻撃力に関して荒正義から「連盟で一番凶暴な男」と評された。
以前は北陸支部の相談役だった。
2023年　BSJapanextオーディションにノミネートされた。

## 獲得タイトル
- リーチ麻雀世界選手権（第1回）[2]
- チャンピオンズリーグ（第20期）[2]
- モンド杯（第15回）[7]
- インターネット麻雀日本選手権（第5回）[2]

## 作品

### 一般DVD
- 麻雀プロリーグ 至高の一局（2015年12月2日、AMGエンタテイメント）- 解説

## 出演

### オリジナルビデオ
- むこうぶち15 高レート裏麻雀列伝 麻雀の神様（2018年12月25日、GPミュージアム）監督:片岡修二[8]

### テレビ
- モンド麻雀プロリーグ (MONDO TV)
- 天空麻雀（エンタメ〜テレ）